# Cerámica incisa

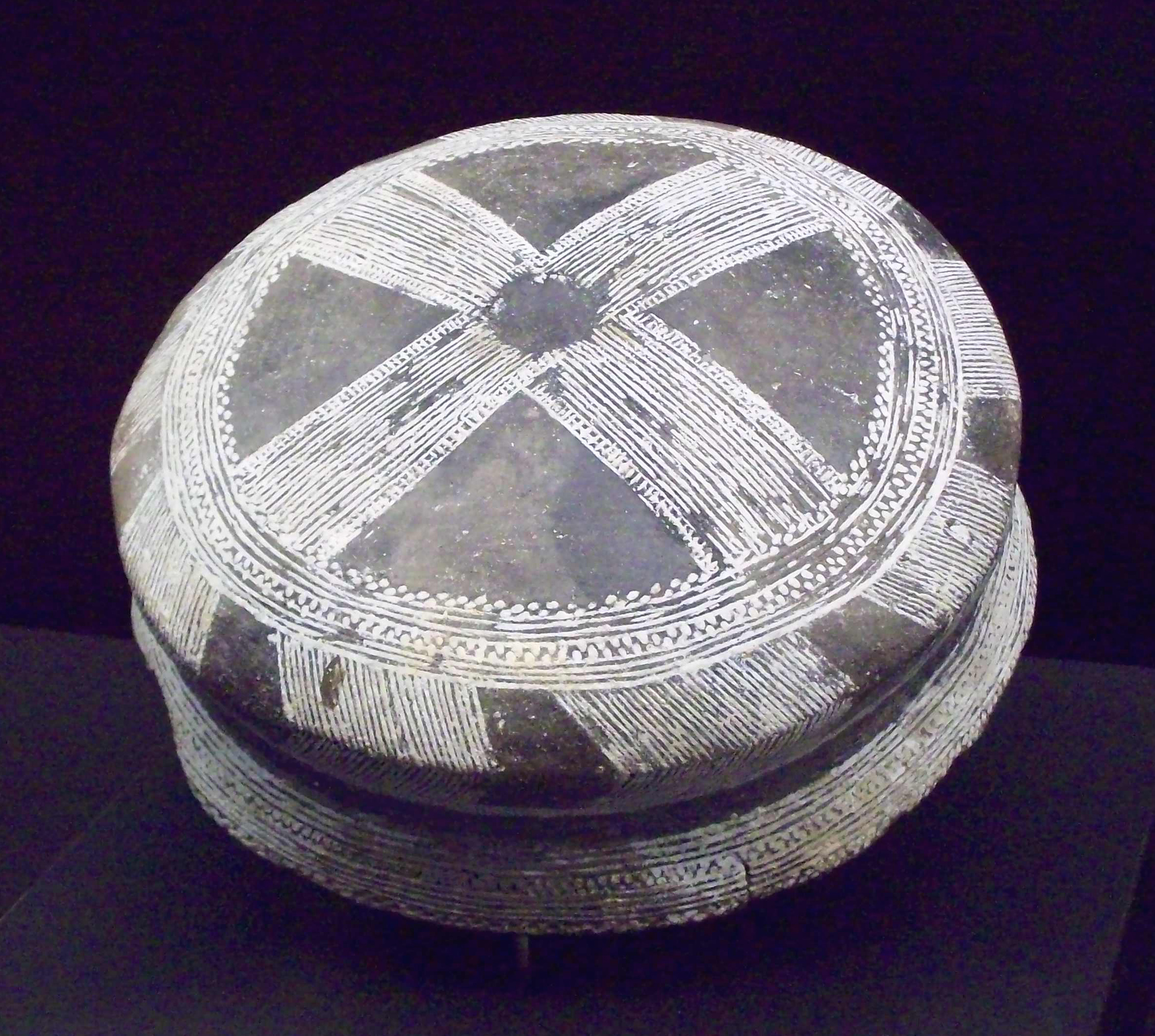
Cazuela del conjunto de Ciempozuelos. Realizada en arcilla negra, pulimentada con una capa de barro fino y decorada con motivos geométricos incisos rellenos de pasta blanca.

Cerámica incisa alude al conjunto de obras de alfarería que muestran ejemplos de técnicas decorativas realizadas con incisiones en el barro aun tierno. Tienen su origen en la Prehistoria, dando cuerpo a conjuntos tan representativos de la Edad del Bronce como la cerámica campaniforme o la cordada, y a objetos como la “olla de Bronocice”. Puede aparecer mezclada o complementada con otros procesos de decoración alfarera, como la incrustación, la cerámica excisa y semiexcisa, la decoración impresa, en relieve, e incluso la cerámica pintada.

## Técnica
Tanto el Diccionario de términos de arte de Fatás y Borrás, como el Diccionario de términos cerámicos y de alfarería de Antonio Caro Bellido, siguiendo a Gómez-Moreno, definen las técnicas de incisión como conjunto de «cortaduras o entalles» realizados presionando o hendiendo el barro antes de cocerlo, cuando «está a punto de oreo». Se utilizan punzones y otras herramientas primitivas, además de los propios dedos. La incisión se puede diferenciar en V (incisa) o en U (acanalada), según sea la punta del punzón afilada o roma.
En su manual sobre Cacharrería popular, Natacha Seseña describe esta técnica decorativa realizada inicialmente con las uñas u objetos punzantes (huesos, cañas, palillos) y herramientas posteriores más sofisticadas aunque elementales, como «peines, espátulas o ruedecillas». Seseña la considera técnica común a todos los alfares del mundo, por su simplicidad, que evolucionó desde temas sencillo e irregulares a composiciones rítmicas imaginativas. Para Lluviá también es la decoración obtenida como resultado al rallar la pieza engobada o pintada.

## Tipología

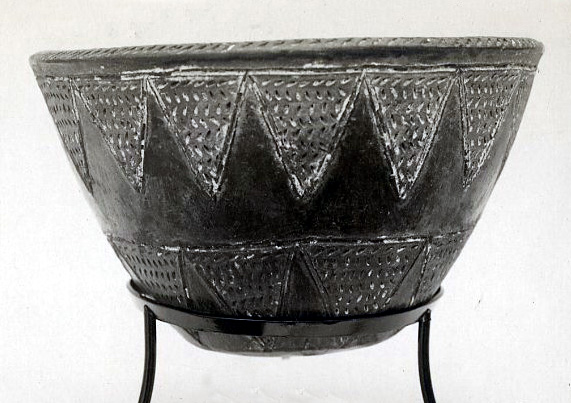
Cerámica negra incisa egipcia del periodo predinástico
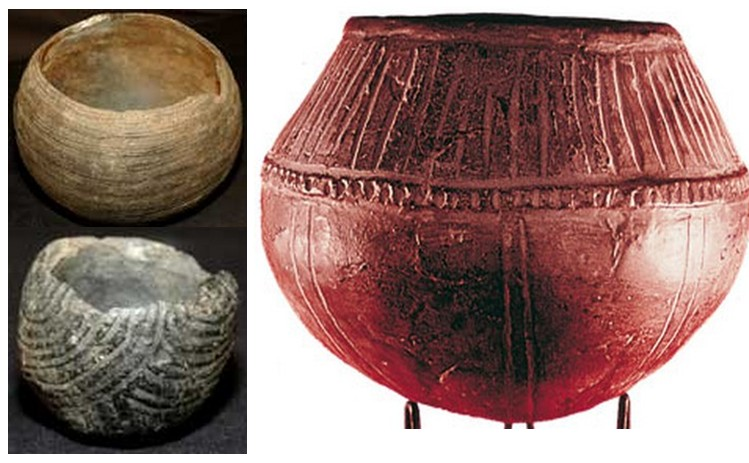
Cerámica auarita precolombina de La Palma (Canarias)
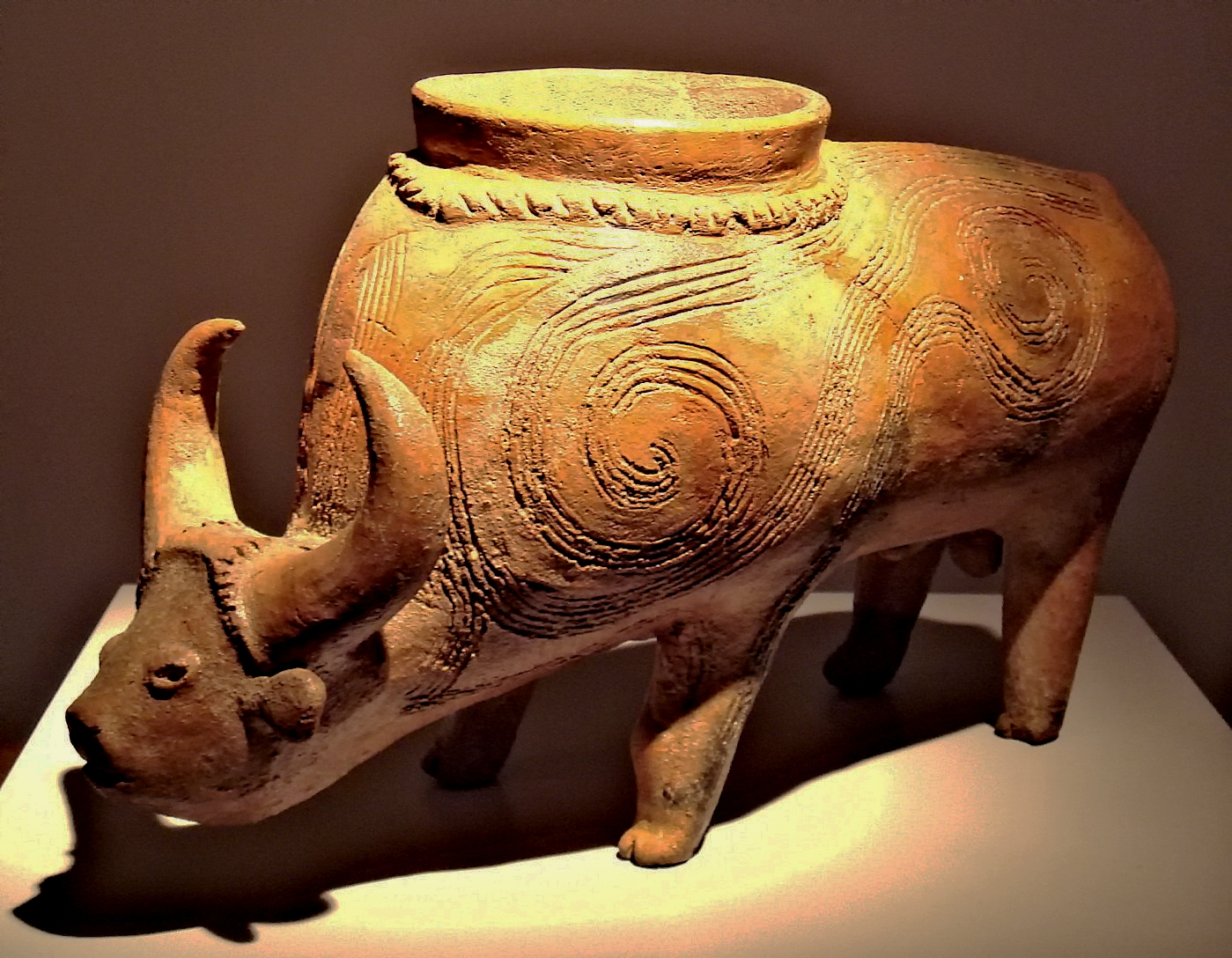
Terracota tailandesa datada hacia el siglo XXIV a. C.
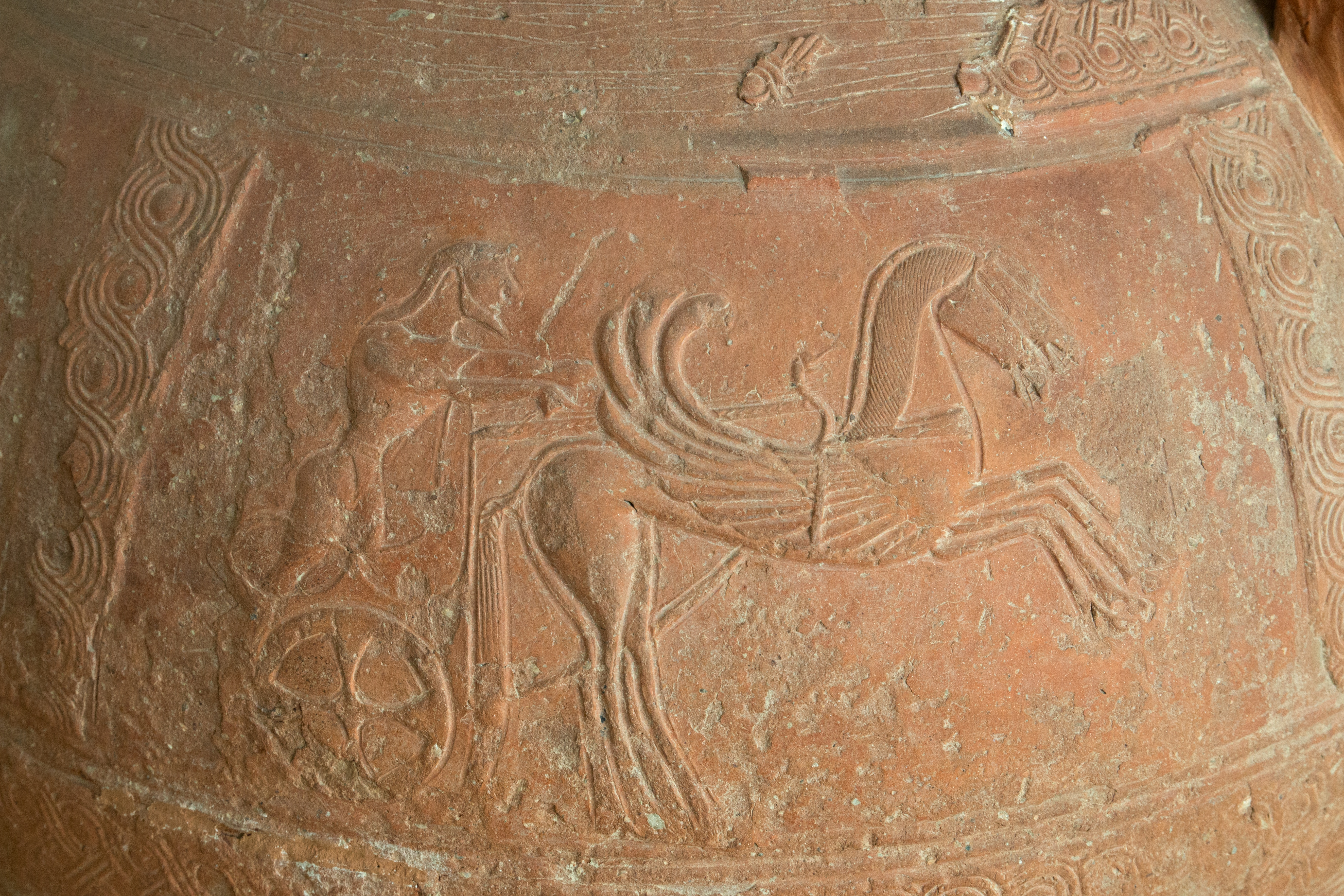
Detalle de decoración incisa y en relieve, en un pithos cicládico del siglo VII a. C.

(para un glosario tipológico más detallado puede visitarse cerámica impresa)